# ジョナサン・フィゲロア
ジョナサン・フィゲロア（Jonathan Figueroa 、男性、1982年4月26日 - ）はプロレスラー。アメージング・レッド(Amazing Red)のリングネームで知られる。
従兄弟にROH、CZWで活躍したスパニッシュ・アナウンス・チームがいる。

## 来歴
フィゲロアは元はレッド（Red）の名前で活動しており、プエルトリコのインターナショナル・レスリング・アソシエーション（International Wrestling Association）、通称IWAプエルトリコで活動しているときにブッカーのサビオ・ベガからリングネームに「素晴らしい」という意味のAmazingを付けてもらい、リングネームをアメージング・レッド（Amazing Red）に改めている。また、その時期にすでにアメリカのインディー団体であるTNAのXディヴィジョン戦線に参戦しており、TNA Xディヴィジョン王座とジェリー・リンとのタッグでNWA世界タッグチーム王座を同時に保持していた時期もあった。TNA参戦と同時期にROHにも参戦しており、タッグチームであるThe S.A.T.に加入しているがS.A.T.から離脱すると"フェノメナール"A.J.スタイルズとタッグを組みアメイジング・フェノメナールを結成していた。アメイジング・フェノメナールはクリストファー・ダニエルズとドノバン・モーガンからROH世界タッグ王座を奪っている。2003年後半には全日本プロレスにミステリオ・レッド（Misterio Red）やアエウォーク・スプリガン（Airwalk Spriggan）のリングネームでツアーに参戦しているが引退寸前になる深刻な膝の怪我、前十字靭帯を断絶する怪我を負ってしまい、手術を受けている。2004年3月にTNAに復帰しているが、活躍できなかったために離脱するとインディー団体へと活動の場を移している。2005年5月にはWWE・スマックダウンのダークマッチでCMパンクと対戦している。
2006年初めにニューヨーク・レスリング・コネクション（New York Wrestling Connection）に参戦するが試合中に膝の怪我を再発してしまってい、これを機に一時的にフルタイムでのレスラーの活動をやめ、膝の治癒のために半引退のような形でプロレスから離れる事になる。2008年11月にジャージー・オール・プロレスリング（Jersey All Pro Wrestling）の興行で復帰試合を行ない、プロレスを再開している。
2009年4月にTNAのwebサイトにてアメージング・レッドが復帰する事が発表され、4月末に復帰試合をしている。5月にスーサイドの持つXディヴィジョン王座に挑戦するが獲得できず、8月のHard Jusuticeでディヴィジョン王座に挑戦できるナンバー・ワン・コンテンダーズ・マッチに出場するが挑戦権を獲得できなかった。10月に再びXディヴィジョン王座に挑戦できるラダーマッチ形式のナンバー・ワン・コンテンダーズ・マッチに勝利し、その勢いのままディヴィジョン王座保持者のサモア・ジョーを破り王座を獲得している。10月のBound for GloryでアルティメイトXマッチ形式で、11月のTurning Pointでホミサイドを相手に王座を防衛している。
2010年1月のGenesisでブライアン・ケンドリックを相手に再びタイトルを防衛したが、2月にダグラス・ウィリアムスにタイトルを奪われてしまっている。4月の試合中に負傷し、6月に復帰してカート・アングルと復帰試合をしている。9月に三度ディヴィジョン王座に挑戦するが獲得には至らなかった。11月にジェフ・ジャレットとMMA形式で対戦するがサブミッションで負けている。試合後にジャレットに弟が挑戦するとアピールし、翌週ストーリー上弟のリトル・レッドを引き連れ登場、リトル・レッドとジャレットは対戦し、勝利を収めている。しかし、リトル・レッドやギミック上問題がありすぐに練り直され、トミー・マーサーはクリムゾン（Crimson）として登場している。
4月にフィゲロアはマスクを被ったルチャドーラーのサングリエント（Sangriento）としてデビュー。デビュー2戦目でスーサイドと対戦して翌週再試合をしてから2ヶ月ほど姿を消し、バックステージで活動していた。7月のDestination Xのナンバー・ワン・コンテンターズ・ウルトラ・Xマッチにアメージング・レッドと出場したのを最後に8月にwebのロスター欄からも消されている。
2012年3月にROHの10th Anniversary Showに登場、T.J.パーキンスと組んでマイケル・エルガンとロデリック・ストロングのハウス・オブ・ペインと対戦している。6月にはWWEのダーク・マッチに出場している。

## 得意技
718
相手にロープにもたれかかっている時、助走をつけてロープに近寄りトップロープとセカンドロープを掴んで、掴んだロープの間に体を回転させて相手の顔に両膝から下の部分で蹴りつける、フィニッシュ技。レイ・ミステリオの619と同型の技。
コード・レッド
前屈みになっている相手の背中に頭の方から跨るように乗り、前方回転エビ固めの様に体を回転さして相手の背中をパワーボムのような形で強烈に叩きつける。フィニッシュ技の1つ。
インフレッド
コークスクリュー・ダイビング・セントーン。フィニッシュ技の1つ。
レッド・アラート
トップコーナーからの飛びつき式リバースSTO。フィニッシュ技の1つで、TNA時代はレッド・アイの技名で使用していた。
レッド・スター・プレス
スタンディング式かランニング式のシューティングスター・プレス。フィニッシュ技の1つ。
ハンド・スプリングで勢いをつけての飛びつき式ダイヤモンド・カッター。
サングリエットのリングネーム時のフィニッシャー。
ブレイン・ダメージ
丸め込みで飛びついてきた相手へのカウンター式変形パイルドライバー
レッド・エッジ
ランニング・シットダウン・パワーボム
レッド・アイ
サイド・スラムで持ち上げた相手を回転さしての変形フェイスバスター
レッド・ファッション
フェニックス・スプラッシュ
レッド・スパイク
垂直落下式リバーススープレックス
サテライトDDT
ヘッドシザーズ・ホイップ式DDT
シーイング・レッド
ヒップトス式フルネルソン・フェイスバスター
- 垂直落下式ブレーンバスター
- ブルドッギング・ヘッドロック、カウンター式で使うことが多い。
- 側転で勢いをつけて場外へのコークスクリュー・ムーンサルトアタック
- ダイビング・クローズライン
- ハリケーン・ラナ
- 側頭部へのジャンピング・コークスクリュー・キック
- 体を捻っての延髄斬り
- スピニング・ヒール・キック、スタンディング式やランニング式で使用する。

## 獲得タイトル
ECWA（East Coast Wrestling Association）
- ECWAヘビー級王座 :2回

ICW（Impact Championship Wrestling）
- ICWヘビー級王座 :1回
- ICWタッグチーム王座 :1回（w/ダニー・デメント）

MCW（Maryland Championship Wrestling）
- MCWクルーザー級王座 :1回

NYWC（New York Wrestling Connection）
- NYWCインターステイト王座 :1回

PWF（Premier Wrestling Federation）
- PWFジュニア・ヘビー級王座 :2回

Ring of Honor
- ROHタッグチーム王座 :1回（w/A.J.スタイルズ）

Total Nonstop Action Wrestling
- NWA世界タッグチーム王座 :1回（w/ジェリー・リン）
- TNA Xディヴィジョン王座 :3回

USEW（United States Extreme Wrestling）
- USEWユナイテッド・ステイツ・ヘビー級王座 :1回

UXW/USA（United Xtreme Wrestling / USA Pro Wrestling）
- UXW/USA Proユナイテッド・ステイツ王座 :2回

UCW（Unreal Championship Wrestling）
- UCWヘビー級王座 :1回

その他
- HWVYジュニア・ヘビー級王座 :1回